# Scion xA
Scion xA – subkompaktowy samochód osobowy produkowany przez japońską firmę Scion w latach 2004-2006. Dostępny jako 5-drzwiowy hatchback. Była to w zasadzie Toyota ist przystosowana na rynek północnoamerykański. Do napędu użyto czterocylindrowego silnika rzędowego o pojemności 1,5 litra. Moc przenoszona była na koła przednie poprzez 5-biegową manualną bądź 4-biegową automatyczną skrzynię biegów. Został zastąpiony przez model xD.

## Dane techniczne

### Silnik
- R4 1,5 l (1497 cm³), 4 zawory na cylinder, DOHC
- Układ zasilania: wtrysk paliwa EFi
- Średnica × skok tłoka: 75,00 mm × 84,70 mm
- Stopień sprężania: 10,5:1
- Moc maksymalna: 110 KM (80,5 kW) przy 6000 obr./min
- Maksymalny moment obrotowy: 143 N•m przy 4200 obr./min